# Schelte John Bus
Schelte John Bus, detto Bobby (18 dicembre 1956), è un astronomo statunitense.
Bus è associato all'Università delle Hawaii (Institute for Astronomy) e lavora al NASA Infrared Telescope Facility.
Nonostante abbia ricevuto il suo Ph.D al MIT solo nel 1999, Bus è attivo nell'astronomia da molto tempo.
Durante i suoi studi ha lavorato sotto la supervisione di Eugene Shoemaker.
Il Minor Planet Center gli accredita le scoperte di 1684 asteroidi, effettuate tra il 1975 e il 1989, in parte in cooperazione con altri astronomi: Eleanor Francis Helin, John Peter Huchra, Charles Thomas Kowal, Tod R. Lauer e Carolyn Jean Spellmann Shoemaker. Tra queste scoperte si annoverano l'asteroide Apollo 2135 Aristaeus (che il 30 marzo 2147 passerà a 5 milioni di chilometri dalla Terra), un asteroide Amor e oltre 40 asteroidi troiani partendo da 3240 Laocoon.
Ha inoltre scoperto nel 1981 la cometa periodica 87P/Bus e la non periodica C/1981 H1 Bus.
Gli è stato dedicato l'asteroide 3254 Bus.
| 2135 Aristaeus         | 17 aprile 1977    |
| 2174 Asmodeus          | 8 ottobre 1975    |
| 2285 Ron Helin         | 27 agosto 1976    |
| 2324 Janice            | 7 novembre 1978   |
| 2343 Siding Spring     | 25 giugno 1979    |
| 2392 Jonathan Murray   | 25 giugno 1979    |
| 2440 Educatio          | 7 novembre 1978   |
| 2441 Hibbs             | 25 giugno 1979    |
| 2499 Brunk             | 7 novembre 1978   |
| 2611 Boyce             | 7 novembre 1978   |
| 2618 Coonabarabran     | 25 giugno 1979    |
| 2619 Skalnaté Pleso    | 25 giugno 1979    |
| 2628 Kopal             | 25 giugno 1979    |
| 2682 Soromundi         | 25 giugno 1979    |
| 2704 Julian Loewe      | 25 giugno 1979    |
| 2725 David Bender      | 7 novembre 1978   |
| 2735 Ellen             | 13 settembre 1977 |
| 2780 Monnig            | 28 febbraio 1981  |
| 2791 Paradise          | 13 febbraio 1977  |
| 2884 Reddish           | 2 marzo 1981      |
| 2919 Dali              | 2 marzo 1981      |
| 2925 Beatty            | 7 novembre 1978   |
| 2980 Cameron           | 2 marzo 1981      |
| 2981 Chagall           | 2 marzo 1981      |
| 2990 Trimberger        | 2 marzo 1981      |
| 3000 Leonardo          | 2 marzo 1981      |
| 3029 Sanders           | 1º marzo 1981     |
| 3030 Vehrenberg        | 1º marzo 1981     |
| 3042 Zelinsky          | 1º marzo 1981     |
| 3058 Delmary           | 1º marzo 1981     |
| 3059 Pryor             | 3 marzo 1981      |
| 3075 Bornmann          | 1º marzo 1981     |
| 3122 Florence          | 2 marzo 1981      |
| 3129 Bonestell         | 25 giugno 1979    |
| 3135 Lauer             | 1º marzo 1981     |
| 3205 Boksenberg        | 25 giugno 1979    |
| 3207 Spinrad           | 2 marzo 1981      |
| 3240 Laocoon           | 7 novembre 1978   |
| 3252 Johnny            | 2 marzo 1981      |
| 3269 Vibert-Douglas    | 6 marzo 1981      |
| 3270 Dudley            | 18 febbraio 1982  |
| 3287 Olmstead          | 28 febbraio 1981  |
| 3304 Pearce            | 2 marzo 1981      |
| 3307 Athabasca         | 28 febbraio 1981  |
| 3449 Abell             | 7 novembre 1978   |
| 3472 Upgren            | 1º marzo 1981     |
| 3498 Belton            | 1º marzo 1981     |
| 3503 Brandt            | 1º marzo 1981     |
| 3524 Schulz            | 2 marzo 1981      |
| 3528 Counselman        | 2 marzo 1981      |
| 3529 Dowling           | 2 marzo 1981      |
| 3530 Hammel            | 2 marzo 1981      |
| 3536 Schleicher        | 2 marzo 1981      |
| 3593 Osip              | 2 marzo 1981      |
| 3602 Lazzaro           | 28 febbraio 1981  |
| 3619 Nash              | 2 marzo 1981      |
| 3651 Friedman          | 7 novembre 1978   |
| 3685 Derdenye          | 1º marzo 1981     |
| 3718 Dunbar            | 7 novembre 1978   |
| 3725 Valsecchi         | 1º marzo 1981     |
| 3741 Rogerburns        | 2 marzo 1981      |
| 3742 Sunshine          | 2 marzo 1981      |
| 3756 Ruscannon         | 25 giugno 1979    |
| 3805 Goldreich         | 28 febbraio 1981  |
| 3806 Tremaine          | 1º marzo 1981     |
| 3817 Lencarter         | 25 giugno 1979    |
| 3891 Werner            | 3 marzo 1981      |
| 3926 Ramirez           | 7 novembre 1978   |
| 4012 Geballe           | 7 novembre 1978   |
| 4019 Klavetter         | 1º marzo 1981     |
| 4020 Dominique         | 1º marzo 1981     |
| 4052 Crovisier         | 28 febbraio 1981  |
| 4069 Blakee            | 7 novembre 1978   |
| 4111 Lamy              | 1º marzo 1981     |
| 4240 Grün              | 2 marzo 1981      |
| 4241 Pappalardo        | 2 marzo 1981      |
| 4259 McCoy             | 16 settembre 1988 |
| 4275 Bogustafson       | 1º marzo 1981     |
| 4312 Knacke            | 29 novembre 1978  |
| 4314 Dervan            | 25 giugno 1979    |
| 4319 Jackierobinson    | 1º marzo 1981     |
| 4320 Jarosewich        | 1º marzo 1981     |
| 4321 Zero              | 2 marzo 1981      |
| 4322 Billjackson       | 11 marzo 1981     |
| 4364 Shkodrov          | 7 novembre 1978   |
| 4365 Ivanova           | 7 novembre 1978   |
| 4367 Meech             | 2 marzo 1981      |
| 4393 Dawe              | 7 novembre 1978   |
| 4394 Fritzheide        | 2 marzo 1981      |
| 4395 Danbritt          | 2 marzo 1981      |
| 4432 McGraw-Hill       | 2 marzo 1981      |
| 4473 Sears             | 28 febbraio 1981  |
| 4517 Ralpharvey        | 30 settembre 1975 |
| 4523 MIT               | 28 febbraio 1981  |
| 4550 Royclarke         | 24 aprile 1977    |
| 4564 Clayton           | 6 marzo 1981      |
| 4565 Grossman          | 2 marzo 1981      |
| 4595 Prinz             | 2 marzo 1981      |
| 4597 Consolmagno       | 30 ottobre 1983   |
| 4656 Huchra            | 7 novembre 1978   |
| 4659 Roddenberry       | 2 marzo 1981      |
| 4716 Urey              | 30 ottobre 1989   |
| 4731 Monicagrady       | 1º marzo 1981     |
| 4759 Åretta            | 7 novembre 1978   |
| 4794 Bogard            | 16 settembre 1988 |
| 4815 Anders            | 2 marzo 1981      |
| 4831 Baldwin           | 14 settembre 1988 |
| 4854 Edscott           | 2 marzo 1981      |
| 4886 Kojima            | 1º marzo 1981     |
| 4887 Takihiroi         | 2 marzo 1981      |
| 4922 Leshin            | 2 marzo 1981      |
| 4923 Clarke            | 2 marzo 1981      |
| 4924 Hiltner           | 2 marzo 1981      |
| 4965 Takeda            | 6 marzo 1981      |
| 4966 Edolsen           | 2 marzo 1981      |
| 4984 Patrickmiller     | 7 novembre 1978   |
| 4989 Joegoldstein      | 28 febbraio 1981  |
| 4990 Trombka           | 2 marzo 1981      |
| 4991 Hansuess          | 1º marzo 1981     |
| 5019 Erfjord           | 25 giugno 1979    |
| 5020 Asimov            | 2 marzo 1981      |
| 5046 Carletonmoore     | 28 febbraio 1981  |
| 5047 Zanda             | 2 marzo 1981      |
| 5223 McSween           | 6 marzo 1981      |
| 5233 Nastes            | 14 settembre 1988 |
| 5257 Laogonus          | 14 settembre 1988 |
| 5271 Kaylamaya         | 25 giugno 1979    |
| 5281 Lindstrom         | 6 settembre 1988  |
| 5305 Bernievolz        | 7 novembre 1978   |
| 5308 Hutchison         | 28 febbraio 1981  |
| 5309 MacPherson        | 2 marzo 1981      |
| 5310 Papike            | 2 marzo 1981      |
| 5345 Boynton           | 1º marzo 1981     |
| 5366 Rhianjones        | 2 marzo 1981      |
| 5395 Shosasaki         | 14 settembre 1988 |
| 5416 Estremadoyro      | 7 novembre 1978   |
| 5476 Mulius            | 2 ottobre 1989    |
| 5479 Grahamryder       | 30 ottobre 1989   |
| 5497 Sararussell       | 30 settembre 1975 |
| 5634 Victorborge       | 7 novembre 1978   |
| 5635 Cole              | 2 marzo 1981      |
| 5662 Wendycalvin       | 2 marzo 1981      |
| 5663 McKeegan          | 1º marzo 1981     |
| 5664 Eugster           | 6 marzo 1981      |
| 5665 Begemann          | 30 gennaio 1982   |
| 5760 Mittlefehldt      | 1º marzo 1981     |
| 5761 Andreivanov       | 2 marzo 1981      |
| 5762 Wänke             | 2 marzo 1981      |
| 5796 Klemm             | 7 novembre 1978   |
| 5798 Burnett           | 13 settembre 1980 |
| 5819 Lauretta          | 29 ottobre 1989   |
| 5888 Ruders            | 7 novembre 1978   |
| 5907 Rhigmus           | 2 ottobre 1989    |
| 5939 Toshimayeda       | 1º marzo 1981     |
| 5992 Nittler           | 28 febbraio 1981  |
| 5993 Tammydickinson    | 2 marzo 1981      |
| 6030 Zolensky          | 7 marzo 1981      |
| 6058 Carlnielsen       | 7 novembre 1978   |
| 6079 Gerokurat         | 28 febbraio 1981  |
| 6080 Lugmair           | 2 marzo 1981      |
| 6081 Cloutis           | 2 marzo 1981      |
| 6111 Davemckay         | 20 settembre 1979 |
| 6112 Ludolfschultz     | 28 febbraio 1981  |
| 6169 Sashakrot         | 2 marzo 1981      |
| 6188 Robertpepin       | 16 settembre 1988 |
| 6203 Lyubamoroz        | 3 marzo 1981      |
| 6216 San Jose          | 30 settembre 1975 |
| 6224 El Goresy         | 1º marzo 1981     |
| 6225 Hiroko            | 1º marzo 1981     |
| 6226 Paulwarren        | 2 marzo 1981      |
| 6227 Alanrubin         | 2 marzo 1981      |
| 6284 Borisivanov       | 2 marzo 1981      |
| 6285 Ingram            | 2 marzo 1981      |
| 6361 Koppel            | 7 novembre 1978   |
| 6365 Nickschneider     | 1º marzo 1981     |
| 6366 Rainerwieler      | 24 ottobre 1981   |
| 6443 Harpalion         | 14 settembre 1988 |
| 6466 Drewesquivel      | 25 giugno 1979    |
| 6468 Welzenbach        | 2 marzo 1981      |
| 6506 Klausheide        | 15 marzo 1978     |
| 6577 Torbenwolff       | 7 novembre 1978   |
| 6579 Benedix           | 2 marzo 1981      |
| 6580 Philbland         | 2 marzo 1981      |
| 6623 Trioconbrio       | 25 giugno 1979    |
| 6625 Nyquist           | 2 marzo 1981      |
| 6626 Mattgenge         | 2 marzo 1981      |
| 6688 Donmccarthy       | 2 marzo 1981      |
| 6689 Floss             | 2 marzo 1981      |
| 6756 Williamfeldman    | 7 novembre 1978   |
| 6757 Addibischoff      | 20 settembre 1979 |
| 6761 Haroldconnolly    | 2 marzo 1981      |
| 6762 Cyrenagoodrich    | 2 marzo 1981      |
| 6812 Robertnelson      | 7 novembre 1978   |
| 6813 Amandahendrix     | 7 novembre 1978   |
| 6814 Steffl            | 25 giugno 1979    |
| 6815 Mutchler          | 25 giugno 1979    |
| 6816 Barbcohen         | 2 marzo 1981      |
| 6848 Casely-Hayford    | 7 novembre 1978   |
| 6849 Doloreshuerta     | 25 giugno 1979    |
| 6892 Lana              | 7 novembre 1978   |
| 6899 Nancychabot       | 14 settembre 1988 |
| 6943 Moretto           | 7 novembre 1978   |
| 6944 Elaineowens       | 25 giugno 1979    |
| 6947 Andrewdavis       | 1º marzo 1981     |
| 6948 Gounelle          | 2 marzo 1981      |
| 7004 Markthiemens      | 24 luglio 1979    |
| 7005 Henninghaack      | 2 marzo 1981      |
| 7006 Folco             | 2 marzo 1981      |
| 7007 Timjull           | 2 marzo 1981      |
| 7048 Chaussidon        | 2 marzo 1981      |
| 7049 Meibom            | 24 ottobre 1981   |
| 7154 Zhangmaolin       | 25 giugno 1979    |
| 7157 Lofgren           | 1º marzo 1981     |
| 7158 IRTF              | 1º marzo 1981     |
| 7159 Bobjoseph         | 1º marzo 1981     |
| 7160 Tokunaga          | 24 ottobre 1981   |
| 7219 Satterwhite       | 3 marzo 1981      |
| 7273 Garyhuss          | 2 marzo 1981      |
| 7321 Minervahoyt       | 25 giugno 1979    |
| 7326 Tedbunch          | 24 ottobre 1981   |
| 7371 El-Baz            | 7 novembre 1978   |
| 7376 Jefftaylor        | 31 ottobre 1980   |
| 7377 Pizzarello        | 1º marzo 1981     |
| 7378 Herbertpalme      | 2 marzo 1981      |
| 7379 Naoyaimae         | 1º marzo 1981     |
| 7454 Kevinrighter      | 2 marzo 1981      |
| 7455 Podosek           | 2 marzo 1981      |
| 7511 Patcassen         | 2 marzo 1981      |
| 7546 Meriam            | 25 giugno 1979    |
| 7547 Martinnakata      | 25 giugno 1979    |
| 7550 Woolum            | 1º marzo 1981     |
| 7551 Edstolper         | 2 marzo 1981      |
| 7552 Sephton           | 2 marzo 1981      |
| 7565 Zipfel            | 14 settembre 1988 |
| 7630 Yidumduma         | 25 giugno 1979    |
| 7692 Edhenderson       | 2 marzo 1981      |
| 7732 Ralphpass         | 7 novembre 1978   |
| 7733 Segarpassi        | 25 giugno 1979    |
| 7734 Kaltenegger       | 25 giugno 1979    |
| 7735 Scorzelli         | 31 ottobre 1980   |
| 7754 Gopalan           | 2 ottobre 1989    |
| 7807 Grier             | 30 settembre 1975 |
| 7809 Marcialangton     | 25 giugno 1979    |
| 7817 Zibiturtle        | 14 settembre 1988 |
| 7861 Messenger         | 2 marzo 1981      |
| 7862 Keikonakamura     | 2 marzo 1981      |
| 7909 Ziffer            | 30 settembre 1975 |
| 7917 Hammergren        | 2 marzo 1981      |
| 7918 Berrilli          | 2 marzo 1981      |
| 7919 Prime             | 2 marzo 1981      |
| 7985 Nedelcu           | 1º marzo 1981     |
| 7986 Romania           | 1º marzo 1981     |
| 7987 Walshkevin        | 2 marzo 1981      |
| 7988 Pucacco           | 2 marzo 1981      |
| 7989 Pernadavide       | 2 marzo 1981      |
| 8063 Cristinathomas    | 7 dicembre 1977   |
| 8068 Vishnureddy       | 6 marzo 1981      |
| 8069 Benweiss          | 2 marzo 1981      |
| 8070 DeMeo             | 2 marzo 1981      |
| 8129 Michaelbusch      | 30 settembre 1975 |
| 8136 Landis            | 25 giugno 1979    |
| 8139 Paulabell         | 31 ottobre 1980   |
| 8140 Hardersen         | 1º marzo 1981     |
| 8242 Joshemery         | 30 settembre 1975 |
| 8243 Devonburr         | 30 settembre 1975 |
| 8245 Molnar            | 8 settembre 1977  |
| 8247 Cherylhall        | 20 settembre 1979 |
| 8252 Elkins-Tanton     | 1º marzo 1981     |
| 8253 Brunetto          | 1º marzo 1981     |
| 8254 Moskovitz         | 2 marzo 1981      |
| 8255 Masiero           | 2 marzo 1981      |
| 8324 Juliadeleón       | 28 febbraio 1981  |
| 8325 Trigo-Rodriguez   | 2 marzo 1981      |
| 8331 Dawkins           | 27 maggio 1982    |
| 8455 Johnrayner        | 6 marzo 1981      |
| 8456 Davegriep         | 1º marzo 1981     |
| 8457 Billgolisch       | 1º marzo 1981     |
| 8458 Georgekoenig      | 1º marzo 1981     |
| 8459 Larsbergknut      | 2 marzo 1981      |
| 8460 Imainamahoe       | 2 marzo 1981      |
| 8461 Sammiepung        | 2 marzo 1981      |
| 8462 Hazelsears        | 2 marzo 1981      |
| 8463 Naomimurdoch      | 2 marzo 1981      |
| 8464 Polishook         | 2 marzo 1981      |
| 8465 Bancelin          | 2 marzo 1981      |
| 8466 Leyrat            | 2 marzo 1981      |
| 8467 Benoîtcarry       | 2 marzo 1981      |
| 8468 Rhondastroud      | 2 marzo 1981      |
| 8482 Wayneolm          | 14 settembre 1988 |
| 8483 Kinwalaniihsia    | 16 settembre 1988 |
| 8611 Judithgoldhaber   | 18 ottobre 1977   |
| 8614 Svedhem           | 7 novembre 1978   |
| 8618 Sethjacobson      | 28 febbraio 1981  |
| 8620 Lowkevrudolph     | 2 marzo 1981      |
| 8621 Jimparsons        | 1º marzo 1981     |
| 8622 Mayimbialik       | 1º marzo 1981     |
| 8623 Johnnygalecki     | 1º marzo 1981     |
| 8624 Kaleycuoco        | 1º marzo 1981     |
| 8625 Simonhelberg      | 1º marzo 1981     |
| 8626 Melissarauch      | 2 marzo 1981      |
| 8627 Kunalnayyar       | 2 marzo 1981      |
| 8628 Davidsaltzberg    | 2 marzo 1981      |
| 8629 Chucklorre        | 2 marzo 1981      |
| 8630 Billprady         | 2 marzo 1981      |
| 8631 Sherikboonstra    | 2 marzo 1981      |
| 8633 Keisukenagao      | 16 marzo 1981     |
| 8642 Shawnkerry        | 14 settembre 1988 |
| 8794 Joepatterson      | 6 marzo 1981      |
| 8795 Dudorov           | 1º marzo 1981     |
| 8796 Sonnett           | 7 marzo 1981      |
| 8797 Duffard           | 2 marzo 1981      |
| 8798 Tarantino         | 7 marzo 1981      |
| 8799 Barnouin          | 2 marzo 1981      |
| 8800 Brophy            | 2 marzo 1981      |
| 8801 Nugent            | 1º marzo 1981     |
| 8802 Negley            | 2 marzo 1981      |
| 8803 Kolyer            | 2 marzo 1981      |
| 8807 Schenk            | 24 ottobre 1981   |
| 8808 Luhmann           | 24 ottobre 1981   |
| 8829 Buczkowski        | 14 settembre 1988 |
| 8987 Cavancuddy        | 7 novembre 1978   |
| 8988 Hansenkoharcheck  | 25 giugno 1979    |
| 8995 Rachelstevenson   | 1º marzo 1981     |
| 8996 Waynedwards       | 1º marzo 1981     |
| 8997 Davidblewett      | 1º marzo 1981     |
| 8998 Matthewizawa      | 3 marzo 1981      |
| 8999 Tashadunn         | 2 marzo 1981      |
| 9003 Ralphmilliken     | 24 ottobre 1981   |
| 9025 Polanskey         | 16 settembre 1988 |
| 9026 Denevi            | 16 settembre 1988 |
| 9030 Othryoneus        | 30 ottobre 1989   |
| 9152 Combe             | 1º novembre 1980  |
| 9271 Trimble           | 7 novembre 1978   |
| 9276 Timgrove          | 13 settembre 1980 |
| 9279 Seager            | 1º marzo 1981     |
| 9280 Stevenjoy         | 1º marzo 1981     |
| 9281 Weryk             | 1º marzo 1981     |
| 9282 Lucylim           | 6 marzo 1981      |
| 9283 Martinelvis       | 2 marzo 1981      |
| 9284 Juansanchez       | 7 marzo 1981      |
| 9285 Le Corre          | 2 marzo 1981      |
| 9286 Patricktaylor     | 2 marzo 1981      |
| 9287 Klima             | 6 marzo 1981      |
| 9288 Santos-Sanz       | 2 marzo 1981      |
| 9319 Hartzell          | 14 settembre 1988 |
| 9522 Schlichting       | 28 febbraio 1981  |
| 9524 O'Rourke          | 2 marzo 1981      |
| 9525 Amandasickafoose  | 1º marzo 1981     |
| 9526 Billmckinnon      | 1º marzo 1981     |
| 9527 Sherrypervan      | 3 marzo 1981      |
| 9528 Küppers           | 7 marzo 1981      |
| 9529 Protopapa         | 2 marzo 1981      |
| 9530 Kelleymichael     | 2 marzo 1981      |
| 9536 Statler           | 24 ottobre 1981   |
| 9715 Paolotanga        | 30 settembre 1975 |
| 9723 Binyang           | 1º marzo 1981     |
| 9724 Villanueva        | 2 marzo 1981      |
| 9725 Wainscoat         | 2 marzo 1981      |
| 9726 Verbiscer         | 2 marzo 1981      |
| 9727 Skrutskie         | 2 marzo 1981      |
| 9728 Videen            | 2 marzo 1981      |
| 9832 Xiaobinwang       | 2 marzo 1981      |
| 9920 Bagnulo           | 1º marzo 1981     |
| 9921 Rubincam          | 2 marzo 1981      |
| 9922 Catcheller        | 2 marzo 1981      |
| 9923 Ronaldthiel       | 7 marzo 1981      |
| 9924 Corrigan          | 2 marzo 1981      |
| 9925 Juliehoskin       | 2 marzo 1981      |
| 9926 Desch             | 2 marzo 1981      |
| 10018 Lykawka          | 25 giugno 1979    |
| 10019 Wesleyfraser     | 25 giugno 1979    |
| 10020 Bagenal          | 24 luglio 1979    |
| 10032 Hans-Ulrich      | 3 settembre 1981  |
| 10033 Bodewits         | 24 ottobre 1981   |
| 10063 Erinleeryan      | 16 settembre 1988 |
| 10267 Giuppone         | 7 novembre 1978   |
| 10272 Yuko             | 1º marzo 1981     |
| 10273 Katvolk          | 1º marzo 1981     |
| 10274 Larryevans       | 1º marzo 1981     |
| 10275 Nathankaib       | 1º marzo 1981     |
| 10276 Matney           | 3 marzo 1981      |
| 10277 Micheli          | 2 marzo 1981      |
| 10278 Virkki           | 2 marzo 1981      |
| 10279 Rhiannonblaauw   | 2 marzo 1981      |
| 10280 Yequanzhi        | 2 marzo 1981      |
| 10281 Libourel         | 11 marzo 1981     |
| 10282 Emilykramer      | 2 marzo 1981      |
| 10296 Rominadisisto    | 14 settembre 1988 |
| 10297 Lynnejones       | 14 settembre 1988 |
| 10298 Jiangchuanhuang  | 16 settembre 1988 |
| 10460 Correa-Otto      | 7 novembre 1978   |
| 10463 Bannister        | 25 giugno 1979    |
| 10465 Olkin            | 29 novembre 1980  |
| 10466 Marius-Ioan      | 1º marzo 1981     |
| 10467 Peterbus         | 1º marzo 1981     |
| 10468 Itacuruba        | 1º marzo 1981     |
| 10469 Krohn            | 1º marzo 1981     |
| 10470 Bartczak         | 2 marzo 1981      |
| 10471 Marciniak        | 2 marzo 1981      |
| 10472 Santana-Ros      | 2 marzo 1981      |
| 10473 Thirouin         | 2 marzo 1981      |
| 10474 Pecina           | 3 marzo 1981      |
| 10475 Maxpoilâne       | 1º marzo 1981     |
| 10476 Los Molinos      | 2 marzo 1981      |
| 10477 Lacumparsita     | 2 marzo 1981      |
| 10512 Yamandu          | 2 ottobre 1989    |
| 10673 Berezhnoy        | 7 novembre 1978   |
| 10674 de Elía          | 7 novembre 1978   |
| 10676 Jamesmcdanell    | 25 giugno 1979    |
| 10677 Colucci          | 25 giugno 1979    |
| 10678 Alilagoa         | 25 giugno 1979    |
| 10679 Chankaochang     | 25 giugno 1979    |
| 10680 Ermakov          | 25 giugno 1979    |
| 10686 Kaluna           | 1º novembre 1980  |
| 10688 Haghighipour     | 28 febbraio 1981  |
| 10689 Pinillaalonso    | 28 febbraio 1981  |
| 10690 Massera          | 28 febbraio 1981  |
| 10691 Sans             | 2 marzo 1981      |
| 10692 Opeil            | 2 marzo 1981      |
| 10693 Zangari          | 2 marzo 1981      |
| 10694 Lacerda          | 2 marzo 1981      |
| 10695 Yasunorifujiwara | 2 marzo 1981      |
| 10696 Giuliattiwinter  | 2 marzo 1981      |
| 10697 Othonwinter      | 2 marzo 1981      |
| 10698 Singer           | 3 marzo 1981      |
| 10699 Calabrese        | 6 marzo 1981      |
| 10700 Juanangelviera   | 2 marzo 1981      |
| 10707 Prunariu         | 24 ottobre 1981   |
| 10708 Richardspalding  | 25 ottobre 1981   |
| 10741 Valeriocarruba   | 16 settembre 1988 |
| 10994 Fouchard         | 15 marzo 1978     |
| 10996 Armandspitz      | 7 luglio 1978     |
| 10999 Braga-Ribas      | 7 novembre 1978   |
| 11002 Richardlis       | 24 giugno 1979    |
| 11007 Granahan         | 1º novembre 1980  |
| 11008 Ernst            | 1º marzo 1981     |
| 11009 Sigridclose      | 1º marzo 1981     |
| 11010 Artemieva        | 2 marzo 1981      |
| 11033 Mazanek          | 16 settembre 1988 |
| 11259 Yingtungchen     | 7 novembre 1978   |
| 11260 Camargo          | 7 novembre 1978   |
| 11262 Drube            | 25 giugno 1979    |
| 11265 Hasselmann       | 2 marzo 1981      |
| 11266 Macke            | 2 marzo 1981      |
| 11267 Donaldkessler    | 24 ottobre 1981   |
| 11274 Castillo-Rogez   | 16 settembre 1988 |
| 11440 Massironi        | 30 settembre 1975 |
| 11448 Miahajduková     | 25 giugno 1979    |
| 11453 Cañada-Assandri  | 28 febbraio 1981  |
| 11454 Mariomelita      | 28 febbraio 1981  |
| 11455 Richardstarr     | 2 marzo 1981      |
| 11456 Cotto-Figueroa   | 1º marzo 1981     |
| 11457 Hitomikobayashi  | 1º marzo 1981     |
| 11458 Rosemarypike     | 1º marzo 1981     |
| 11459 Andráspál        | 1º marzo 1981     |
| 11460 Juliafang        | 1º marzo 1981     |
| 11461 Wladimirneumann  | 2 marzo 1981      |
| 11462 Hsingwenlin      | 3 marzo 1981      |
| 11463 Petrpokorny      | 2 marzo 1981      |
| 11464 Moser            | 6 marzo 1981      |
| 11465 Fulvio           | 2 marzo 1981      |
| 11466 Katharinaotto    | 1º marzo 1981     |
| 11467 Simonporter      | 3 marzo 1981      |
| 11468 Shantanunaidu    | 2 marzo 1981      |
| 11469 Rozitis          | 2 marzo 1981      |
| 11470 Davidminton      | 2 marzo 1981      |
| 11471 Toshihirabayashi | 6 marzo 1981      |
| 11794 Yokokebukawa     | 7 novembre 1978   |
| 11799 Lantz            | 28 febbraio 1981  |
| 11800 Carrozzo         | 28 febbraio 1981  |
| 11801 Frigeri          | 2 marzo 1981      |
| 11802 Ivanovski        | 1º marzo 1981     |
| 11803 Turrini          | 1º marzo 1981     |
| 11804 Zambon           | 1º marzo 1981     |
| 11805 Novaković        | 1º marzo 1981     |
| 11806 Thangjam         | 1º marzo 1981     |
| 11807 Wannberg         | 1º marzo 1981     |
| 11808 Platz            | 1º marzo 1981     |
| 11809 Shinnaka         | 2 marzo 1981      |
| 11810 Preusker         | 2 marzo 1981      |
| 11811 Martinrubin      | 2 marzo 1981      |
| 11812 Dongqiao         | 2 marzo 1981      |
| 11813 Ingorichter      | 3 marzo 1981      |
| 11814 Schwamb          | 2 marzo 1981      |
| 11815 Viikinkoski      | 2 marzo 1981      |
| 11816 Vasile           | 1º marzo 1981     |
| 11817 Oguri            | 2 marzo 1981      |
| 11818 Ulamec           | 2 marzo 1981      |
| 11819 Millarca         | 2 marzo 1981      |
| 11820 Mikiyasato       | 1º marzo 1981     |
| 11821 Coleman          | 6 marzo 1981      |
| 11858 Devinpoland      | 14 settembre 1988 |
| 11859 Danngarcia       | 16 settembre 1988 |
| 12183 Caltonen         | 30 settembre 1975 |
| 12184 Trevormerkley    | 30 settembre 1975 |
| 12200 Richlipe         | 1º marzo 1981     |
| 12201 Spink            | 1º marzo 1981     |
| 12202 Toddgregory      | 1º marzo 1981     |
| 12203 Gehling          | 2 marzo 1981      |
| 12204 Jonpineau        | 2 marzo 1981      |
| 12205 Basharp          | 2 marzo 1981      |
| 12206 Prats            | 2 marzo 1981      |
| 12207 Matthewbeasley   | 1º marzo 1981     |
| 12208 Jacobenglander   | 2 marzo 1981      |
| 12209 Jennalynn        | 11 marzo 1981     |
| 12210 Prykull          | 2 marzo 1981      |
| 12215 Jessicalounsbury | 24 ottobre 1981   |
| 12247 Michaelsekerak   | 14 settembre 1988 |
| 12248 Russellcarpenter | 14 settembre 1988 |
| 12249 Hannorein        | 16 settembre 1988 |
| 12676 Dianemerline     | 28 febbraio 1981  |
| 12677 Gritsavage       | 2 marzo 1981      |
| 12678 Gerhardus        | 2 marzo 1981      |
| 12679 Jamessimpson     | 2 marzo 1981      |
| 12681 Pevear           | 24 ottobre 1981   |
| 12983 Mattcox          | 24 luglio 1979    |
| 12985 Mattgarrison     | 31 ottobre 1980   |
| 12986 Kretke           | 28 febbraio 1981  |
| 12988 Tiffanykapler    | 2 marzo 1981      |
| 12989 Chriseanderson   | 1º marzo 1981     |
| 12990 Josetillard      | 6 marzo 1981      |
| 12991 Davidgriffiths   | 2 marzo 1981      |
| 12992 Crumpler         | 2 marzo 1981      |
| 12993 Luisafernanda    | 2 marzo 1981      |
| 12994 Pitufo           | 2 marzo 1981      |
| 12995 Wendellmendell   | 2 marzo 1981      |
| 12996 Claudedomingue   | 1 marzo 1981      |
| 12997 Lizjensen        | 2 marzo 1981      |
| 12998 Thomas-Keprta    | 2 marzo 1981      |
| 13002 Vickihorner      | 30 gennaio 1982   |
| 13481 Aubele           | 6 novembre 1978   |
| 13484 Jinnylin         | 1 marzo 1981      |
| 13486 Morgangibson     | 24 ottobre 1981   |
| 13903 Darrylwatanabe   | 30 settembre 1975 |
| 13905 Maxbernstein     | 27 agosto 1976    |
| 13910 Iranolt          | 25 giugno 1979    |
| 13915 Yalow            | 27 maggio 1982    |
| 13931 Tonydenault      | 14 settembre 1988 |
| 14332 Brucebarnett     | 2 marzo 1981      |
| 14333 Alanfischer      | 1 marzo 1981      |
| 14334 Lindarueger      | 1 marzo 1981      |
| 14799 Mitchschulte     | 25 giugno 1979    |
| 15214 Duart            | 28 febbraio 1981  |
| 15215 Lachlanmaclean   | 1 marzo 1981      |
| 17365 Thymbraeus       | 7 novembre 1978   |
| 52246 Donaldjohanson   | 2 marzo 1981      |